# Virdžina
Virdžina je kulturni fenomen i običaj vezan isključivo uz područja sjeverne Crne Gore, Kosova i sjeverne Albanije. Prema ovom običaju, u obiteljima koje su ostale bez „muške glave” jedno žensko dijete, na zahtjev roditelja ili šire zajednice, preuzima ulogu muškarca, zavjetujući se na celibat.
U različitim krajevima, kao i u stručnoj i popularnoj literaturi, javlja se nekoliko različitih naziva za ovu pojavu. Pored termina "virdžina" (alb. virgjinéshë), često se koriste i nazivi "tobelija" (tur. tobe – zavjet), "ostajnica", ili, jednostavno, "zavjetovana djevojka".
Geografski, pojava virdžina locirana je prvenstveno na prostoru Crne Gore, Kosova i sjeverne Albanije, tj. u područjima gdje su se najduže održali patrijarhalan način života i rodovsko-plemenska organizacija društva (u nekim dijelovima Dalmacije također je usvojen ovaj običaj). Etnički, riječ je o slavenskom (tj. srpskom i crnogorskom) stanovništvu s jedne strane i albanskom stanovništvu s druge (neki autori uključuju i Turke i Rome). Što se tiče vjerske pripadnosti, pojava je zastupljena kod pripadnika sve tri religije prisutne na ovom prostoru - kod pravoslavaca, katolika i muslimana.
Mišljenja znanstvenika o tome kada je ustanovljena praksa virdžina razlikuju se. Neki smatraju da porijeklo ove pojave seže do prapovijesti, dok drugi vjeruju da se radi o novovjekovnom fenomenu. Etnolog Predrag Šarčević smatra da je pojava virdžina plod tranzicije iz rodovskog u građansko društvo, koja se, naročito u Crnoj Gori, može pratiti već od kraja 18. i početka 19. stoljeća. Prema tvrdnjama profesorice antropologije i etnologije Lidije Vujačić, prvi pisani tragovi o ovoj temi javljaju se u 19. stoljeću.
Zanimljivo je i istraživanje nizozemskoga antropologa Renea Gremoa koji se posebno bavio pitanjem seksualnosti i spolnog identiteta virdžina. Pokušavajući ovaj fenomen sagledati u široj antropološkoj perspektivi, uz strogo metodološko poštovanje socijalnoga, kulturnoga i povijesnoga konteksta, ističe da je socijalni, a time i spolni status virdžina u balkanskoj tradicionalnoj kulturi vrlo neodređen i da su razlike, od slučaja do slučaja, izuzetno velike i da ne postoji definitivno uobličen, koherentan i eksplicitno formuliran sustav pravila na osnovi kojega bi se takve osobe sa sigurnošću mogle identificirati kao pripadnici muškog, ženskog ili "trećeg" spola.